# Вахрамеев, Александр Иванович (художник)
Алекса́ндр Ива́нович Вахраме́ев (26 февраля [10 марта] 1874, Пермогорье, Великосельская волость, Сольвычегодский уезд, Вологодская губерния — 16 марта 1926, Ленинград) — русский живописец и график, представитель петербургского академизма последних дореволюционных десятилетий, ассоциируемый со школой Ильи Репина, педагог. Преподаватель ВХУТЕМАС — ВХУТЕИН в Петрограде — Ленинграде (1921—1926).

## Биография
Родился 26 февраля (10 марта) 1874 года в селе Пермогорье Великосельской волости Сольвычегодского уезда Вологодской губернии в семье священнослужителя. В 1894 году окончил Архангельскую духовную семинарию.
С 1895 года начал обучение в Рисовальной школе княгини М. К. Тенишевой в Санкт-Петербурге у И. Е. Репина. В 1896 году поступил в Высшее художественное училище при Императорской Академии художеств, где учился у П. О. Ковалевского, под руководством которого в 1904 году получил звание художника за картину «Торжество духа (Самосожжение раскольников)». Также известны ещё несколько работ художника данного периода — «Парус» (1903), и «Пахарь» (1905).
С 1902 года был постоянным участником академических выставок, в 1920-е гг. участвовал в VI, VII и VIII выставках Ассоциации художников революционной России. Рисовал для петербургских журналов «Шут» (1902), «Гамаюн» (1906), «Весна» (1914) и др.
В 1906 году переехал в Пензу, где до 1909 года преподавал в Пензенском художественном училище. Обвинённый в распространении «недозволенных» идей, покинул город и возвратился в Санкт-Петербург.
С 1910 года пишет множество картин революционной тематики: «Расстрел революционера», «Семеновец (Расправа)», «Разгон студенческой демонстрации у Казанского собора» и др.
В 1912 году участвовал в росписи собора Александра Невского в Софии.
По приглашению Н. К. Рериха вместе с талантливыми русскими художниками-педагогами И. Я. Билибиным, Д. Н. Кардовским, А. А. Рыловым, А. В. Щусевым продолжил художественно-педагогическую деятельность в школе Общества поощрения художеств (1912—1918), а после школы — в передовых школах и рабочих студиях. В 1920—1925 годах преподавал в Академии художеств, с 1921 года профессор.
Похоронен на Смоленском православном кладбище (уч. 40, Петровская дорожка).
В 1927 году в залах Общества поощрения художеств в рамках ежегодной выставки картин общества имени А. И. Куинджи (членом которого состоял Вахрамеев) была организована посмертная выставка художника. На ней экспонировалось 340 его произведений.

## Творчество

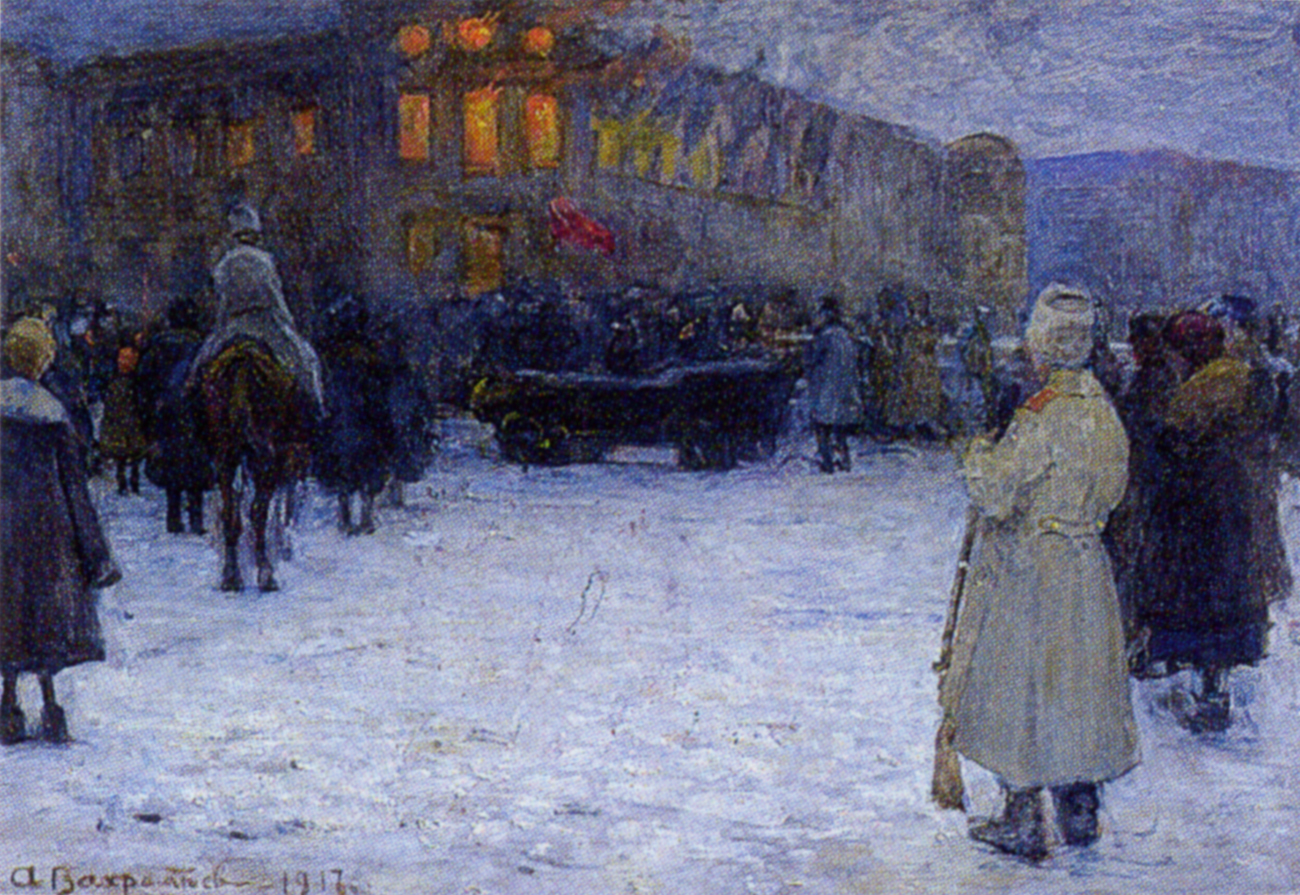
Пожар Литовского замка. 1917. ГРМ

Реалист по своей природе, он и в художественно-педагогической деятельности продолжал линию глубоко содержательного реалистического искусства. Воспитанный на идеях подвижничества, он примкнул к группе художников, которая в период поднимавшегося символизма, декадентства и формализма продолжала демократическую линию русского искусства. Начиная с дипломной работы «Торжество духа (Самосожжение раскольников)», он сосредоточил внимание прежде всего на жанрово-психологическом раскрытии народных образов. Его ранние жанровые картинки подсмотрены прямо «на улице», в них яркие типы, ярко выраженные мотивы социальной критики («Свидание на Мойке», «Улица», «В кабачке», «Городовые», «Разгон проституток»). Работы 1910—1914 Вахрамеев объединил в большие серии «Улица», «Белые ночи» и продолжал их пополнять до 1917 г.
Небольшие работы художника, особенно портреты «Писатель-народник В. П. Засодимский» (1911) «Подруги» (1912), «Болгарская девушка» (1912), «Автопортрет» (1915) и ряд других произведений проникнуты глубоким лиризмом и задушевностью. Каждый его портрет отличают наблюдательность и понимание характера, тонкое психологическое проникновение во внутренний мир изображаемого человека. Особенно ярко это проявилось в большой портретной серии художников Общества им. А. И. Куинджи, написанной в 1920-1921 гг. Лирический и «психологический» характер носят и его пейзажи. Художника особенно привлекал Русский Север, куда он совершил ряд творческих поездок. Сохранились полотна, рисунки, отображающие жизнь архангельского порта, типы моряков-поморов, грузчиков, большие пейзажи с жанровыми фигурами, посвящённые Северу: «Вотчина Господина Великого Новгорода. Ушкуйники» (1911), «У перевоза в Великом Новгороде» (1913), «Перевоз в Великом Устюге»(1914), «На Северной Двине» (1915).
Вахрамеев стал одним из первых художников, запечатлевшим события Октябрьской революции в рисунках, объединённых в серию «Сцены и типы 1917-1921 годов», включающую около 150 работ. В них изображён быт революционного Петрограда, живо и увлекательно, порой не без юмора, переданы характерные сцены и эпизоды из жизни взбудораженных улиц города. Так главным в творчестве художника стали «злободневные жанры». Серия имеет и немалую историческую ценность. Полностью она была показана на посмертной выставке художника в 1927 году. Примером является работа «Пожар Литовского замка» (1917, ГРМ).
Картины художника находятся в фондах Государственной Третьяковской галереи, Государственного Русского музея, Эрмитажа, Музея истории Петербурга, Церковно-археологического Кабинета Московской Православной Духовной Академии, Пензенской областной картинной галереи имени К. А. Савицкого.

## Адреса в Санкт-Петербурге
- 1907 — Малый проспект Васильевского острова, дом 30;
- 1911—1914 — 11-я линия Васильевского острова, дом 56 Б;
- 1915—1917 — 11-я линия Васильевского острова, дом 48;
- 1923—1926 — 11-я линия Васильевского острова, дом 44.

Все данные взяты из справочников «Весь Петербург» и т. п.